# 막스 뷘셰
막스 뷘셰(독일어: Max Wünsche, 1914년 4월 20일 ~ 1995년 4월 17일)는 나치 독일의 친위대원이자 무장친위대 중령이다.

## 생애
1932년 11월 뷘셰는 히틀러 유겐트에 가입했으며 1933년 7월에는 슈츠슈타펠에 입대했다. 뷘셰는 장교로 선발되어 바트 퇼츠의 SS-융커스쿨에 다녔다. 그는 1936년에 졸업 하고 4월에 중위로 진급했다. 그 후 뷘셰는 9중대의 소대장으로 라이프 스탄다르테에 배치되었다. 1938년 10월, 그는 히틀러 경호 부대에 장교로 배치되었다. 1940년 1월 그는 네덜란드 침공과 프랑스 침공을 위해 쿠르트 마이어가 지휘하는 사단의 소대 사령관으로 라이프스탄다르테로 돌아왔다. 1940년 12월 그는 요제프 디트리히의 부관이 되어 발칸 반도 침공과 바르바로사 작전동안 머물렀다. 1942년 2월 뷘셰는 LSSAH 슈투름게슈츠(돌격포) 대대의 지휘를 맡아 독일 전선을 돌파하려는 수많은 소련군의 시도를 저지하는 데 참여했다.
1944년 6월 6일, 연합군은 노르망디에 상륙했고 12SS 기갑 사단 히틀러 유겐트는 6월 7일에 작전에 투입되었다. 이어지는 전투에서 뷘셰의 연대는 7월 초까지 219대의 탱크를 파괴한 공로를 인정받았으며 뷘셰는 철십자상을 수여받았다. 12 SS Panzer는 나중에 팔레즈 포켓으로 알려진 곳에 갇혔다. 8월 20일 밤 뷘셰와 그의 부하 및 부상당한 의료 장교는 도보로 팔레즈 포켓에서 탈출했다. 탈출하는 동안 뷘셰는 부상을 입었고 부하장교는 체포되었고 얼마 후 뷘셰와 남은 부하가 체포되었다. 뷘셰는 고위 독일 장교들을 위한 특별 수용소인 스코틀랜드에 있는 수용소 165에서 전쟁 포로로 나머지 기간을 보냈다. 뷘셰는 전범혐의가 없었기에 1948년 석방되어 독일로 돌아왔다. 그는 결혼하여 다섯 명의 아들을 두었고 1980년에 은퇴할 때까지 부퍼탈에 있는 산업 공장의 관리자가 되었다. 그는 1995년 4월 17일 81세 생일을 며칠 앞두고 사망했다.

### 참고 문헌
- Hoffmann, Peter (2000) [1979]. 《Hitler's Personal Security: Protecting the Führer 1921-1945》. New York: Da Capo Press. ISBN 978-0-30680-947-7.
- Nipe, George; Spezzano, Remy (2002). 《Platz Der Leibstandarte The SS Panzer Grenadier Division "LSSAH" and the Battle of Kharkov January–March 1943》. Southbury, CT: RZM Imports. ISBN 978-0-9657584-2-0.
- Patzwall, Klaus D.; Scherzer, Veit (2001). 《Das Deutsche Kreuz 1941 – 1945 Geschichte und Inhaber Band II》 [The German Cross 1941 – 1945 History and Recipients Volume 2] (독일어). Norderstedt, Germany: Verlag Klaus D. Patzwall. ISBN 978-3-931533-45-8.
- Scherzer, Veit (2007). 《Die Ritterkreuzträger 1939–1945 Die Inhaber des Ritterkreuzes des Eisernen Kreuzes 1939 von Heer, Luftwaffe, Kriegsmarine, Waffen-SS, Volkssturm sowie mit Deutschland verbündeter Streitkräfte nach den Unterlagen des Bundesarchives》 [The Knight's Cross Bearers 1939–1945 The Holders of the Knight's Cross of the Iron Cross 1939 by Army, Air Force, Navy, Waffen-SS, Volkssturm and Allied Forces with Germany According to the Documents of the Federal Archives] (독일어). Jena, Germany: Scherzers Militaer-Verlag. ISBN 978-3-938845-17-2.
- Thomas, Franz (1998). 《Die Eichenlaubträger 1939–1945 Band 2: L–Z》 [The Oak Leaves Bearers 1939–1945 Volume 2: L–Z] (독일어). Osnabrück, Germany: Biblio-Verlag. ISBN 978-3-7648-2300-9.
- Westemeier, Jens (2013). 《Himmlers Krieger: Joachim Peiper und die Waffen-SS in Krieg und Nachkriegszeit》 [Himmler's Warriors: Joachim Peiper and the Waffen-SS during the War and Post-War Period]. Paderborn, Germany: Ferdinand Schöningh. ISBN 978-3-506-77241-1.